# Budapest működő temetőinek listája
|  | Budafoki temető Cinkotai köztemető Csepeli temető Pesterzsébeti temető Farkasréti temető Fiumei úti sírkert Új köztemető Gránátos utcai izraelita temető Kozma utcai izraelita temető Óbudai temető Lőrinci temető Rákospalotai köztemető Megyeri temető |

Az alábbi lista a Budapest területén található működő keresztény–világi temetőket tartalmazza.
„Ha tudni akarod, hogy egy nemzet mennyire becsüli múltját, nézd meg a temetőit!” Széchenyi István
Az alább felsoroltakon kívül több templom altemplomában is van kolumbárium. A budapesti zsidó temetőkkel külön szócikk foglalkozik.

## III. kerület
| Fénykép | Név                                          | Cím                              | Létrejötte | Területe  | Tulajdonos                    | Megjegyzés | A középpont koordinátái                                |
| ------- | -------------------------------------------- | -------------------------------- | ---------- | --------- | ----------------------------- | ---------- | ------------------------------------------------------ |
|         | Óbudai temető                                | 1037 Budapest, Bécsi út 365-371. | 1910       | 25 400 m² | Budapesti Temetkezési Intézet |            | é. sz. 47,5692°, k. h. 19,0228°47.569200°N 19.022800°E |
|         | Tamás utcai temető (Csillaghegyi urnatemető) | 1038 Budapest, Óbor u. 59.       | 1986       | n. a.     | Budapesti Temetkezési Intézet |            |                                                        |

## IV. kerület
| Fénykép | Név            | Cím                           | Létrejötte | Területe | Tulajdonos                    | Megjegyzés | A középpont koordinátái                                |
| ------- | -------------- | ----------------------------- | ---------- | -------- | ----------------------------- | ---------- | ------------------------------------------------------ |
|         | Megyeri temető | 1047 Budapest, Megyeri út 49. | 1921       | 27 ha    | Budapesti Temetkezési Intézet |            | é. sz. 47,5825°, k. h. 19,0942°47.582500°N 19.094200°E |

## VIII. kerület
| Fénykép | Név                                      | Cím                             | Létrejötte | Területe  | Tulajdonos               | Megjegyzés                                                             | A középpont koordinátái                                |
| ------- | ---------------------------------------- | ------------------------------- | ---------- | --------- | ------------------------ | ---------------------------------------------------------------------- | ------------------------------------------------------ |
|         | Fiumei úti sírkert (Kerepesi úti temető) | 1086 Budapest, Fiumei út 16-18. | 1849       | 56 hektár | Nemzeti Örökség Intézete | Budapest történelmi és kulturális szempontból legjelentősebb sírkertje | é. sz. 47,4946°, k. h. 19,0922°47.494600°N 19.092200°E |

## X. kerület
| Fénykép | Név          | Cím                             | Létrejötte | Területe | Tulajdonos                                                                | Megjegyzés                    | A középpont koordinátái                                      |
| ------- | ------------ | ------------------------------- | ---------- | -------- | ------------------------------------------------------------------------- | ----------------------------- | ------------------------------------------------------------ |
|         | Új köztemető | 1108 Budapest, Kozma utca 8-10. | 1886       | 2,07 km² | Budapesti Temetkezési Intézet, Nemzeti Örökség Intézete (301-es parcella) | Budapest legnagyobb temetője. | é. sz. 47° 28′ 19″, k. h. 19° 11′ 21″47.471944°N 19.189167°E |

## XI. kerület
| Fénykép | Név                                            | Cím                                | Létrejötte | Területe | Tulajdonos | Megjegyzés | A középpont koordinátái |
| ------- | ---------------------------------------------- | ---------------------------------- | ---------- | -------- | ---------- | --- | ----------------------- |
|         | Kelenföldi Szent Gellért-plébánia urnatemetője | 1115 Budapest, Bartók Béla út 149. | 1984       | n. a.    | n. a.      | Az altemplomon mellett a templom udvarában is kialakítottak egy nagyobb kolumbáriumot, ezért szerepel a temetők között. |                         |

## XII. kerület
| Fénykép | Név               | Cím                               | Létrejötte | Területe | Tulajdonos                    | Megjegyzés | A középpont koordinátái                                |
| ------- | ----------------- | --------------------------------- | ---------- | -------- | ----------------------------- | ---------- | ------------------------------------------------------ |
|         | Farkasréti temető | 1124 Budapest, Németvölgyi út 99. | 1894       | 72 hold  | Budapesti Temetkezési Intézet |            | é. sz. 47,4845°, k. h. 19,0008°47.484500°N 19.000800°E |

## XV. kerület
| Fénykép | Név                    | Cím                                 | Létrejötte | Területe | Tulajdonos                    | Megjegyzés | A középpont koordinátái                                      |
| ------- | ---------------------- | ----------------------------------- | ---------- | -------- | ----------------------------- | ---------- | ------------------------------------------------------------ |
|         | Rákospalotai köztemető | 1152 Budapest, Szentmihályi út 111. | 1904       | n. a.    | Budapesti Temetkezési Intézet |            | é. sz. 47° 33′ 13″, k. h. 19° 08′ 16″47.553611°N 19.137778°E |

## XVI. kerület
| Fénykép | Név                | Cím                           | Létrejötte | Területe | Tulajdonos                    | Megjegyzés | A középpont koordinátái                                      |
| ------- | ------------------ | ----------------------------- | ---------- | -------- | ----------------------------- | ---------- | ------------------------------------------------------------ |
|         | Cinkotai köztemető | 1164 Budapest, Simongát u. 2. | 1886       | 8,9 ha   | Budapesti Temetkezési Intézet |            | é. sz. 47° 31′ 53″, k. h. 19° 14′ 20″47.531389°N 19.238889°E |

## XVIII. kerület
| Fénykép | Név                                                           | Cím                              | Létrejötte | Területe | Tulajdonos                    | Megjegyzés | A középpont koordinátái                                      |
| ------- | ------------------------------------------------------------- | -------------------------------- | ---------- | -------- | ----------------------------- | ---------- | ------------------------------------------------------------ |
|         | Pestszentlőrinci temető (Pestszentlőrinc–Kavicsbányai temető) | 1183 Budapest, Nefelejcs u. 101. | 1945       | 19,3 ha  | Budapesti Temetkezési Intézet |            | é. sz. 47° 26′ 39″, k. h. 19° 11′ 43″47.444167°N 19.195278°E |

## XIX. kerület
| Fénykép | Név                  | Cím                                   | Létrejötte   | Területe | Tulajdonos                    | Megjegyzés                                                                                           | A középpont koordinátái                                |
| ------- | -------------------- | ------------------------------------- | ------------ | -------- | ----------------------------- | --- | ------------------------------------------------------ |
|         | Kispesti öreg temető | 1196 Budapest, Zalaegerszeg u. 67-69. | 1872         | n. a.    | Budapesti Temetkezési Intézet | 1975-ben bezárták (kivéve urnás és sírboltos rátemetések), majd a 2000-es években újra megnyitották. | é. sz. 47,4464°, k. h. 19,1285°47.446400°N 19.128500°E |
|         | Kispesti új temető   | 1194 Budapest, Puskás Ferenc u. 18.   | 1920-as évek | 15,9 ha  | Budapesti Temetkezési Intézet | | é. sz. 47,43°, k. h. 19,15°47.430000°N 19.150000°E     |

## XX. kerület
| Fénykép | Név                  | Cím                       | Létrejötte | Területe | Tulajdonos                    | Megjegyzés | A középpont koordinátái                                |
| ------- | -------------------- | ------------------------- | ---------- | -------- | ----------------------------- | ---------- | ------------------------------------------------------ |
|         | Pesterzsébeti temető | 1201 Budapest, Temető sor | 1916 előtt | 23,8 ha  | Budapesti Temetkezési Intézet |            | é. sz. 47,4153°, k. h. 19,1202°47.415300°N 19.120200°E |

## XXI. kerület
| Fénykép | Név            | Cím                                       | Létrejötte | Területe | Tulajdonos                    | Megjegyzés | A középpont koordinátái                                |
| ------- | -------------- | ----------------------------------------- | ---------- | -------- | ----------------------------- | ---------- | ------------------------------------------------------ |
|         | Csepeli temető | 1212 Budapest, II. Rákóczi Ferenc út 270. | 1918       | 12,4 ha  | Budapesti Temetkezési Intézet |            | é. sz. 47,4051°, k. h. 19,0559°47.405100°N 19.055900°E |

## XXII. kerület
| Fénykép | Név                     | Cím                             | Létrejötte | Területe | Tulajdonos                    | Megjegyzés | A középpont koordinátái                                |
| ------- | ----------------------- | ------------------------------- | ---------- | -------- | ----------------------------- | ---------- | ------------------------------------------------------ |
|         | Budafoki temető         | 1222 Budapest, Temető u. 12.    | 1804       | n. a.    | Budapesti Temetkezési Intézet |            | é. sz. 47,4240°, k. h. 19,0316°47.424000°N 19.031600°E |
|         | Angeli utcai urnatemető | 1225 Budapest, Angeli u. 33-35. | 1985       | n. a.    | Budapesti Temetkezési Intézet |            |                                                        |

## Kisállattemető
Érdekesség, hogy Budapesten 1991-től létezik egy kisállattemető is (Budapest XXIII. kerület határában, közvetlenül az E5-ös út mellett). Az elpusztult állatokat egyébként a fenti lehetőség mellett Magyarországon tulajdonosaik kertjükben ássák el, régebben dögkutakba, sintértelepekre, az önkormányzatok saját telepeire, hullamegsemmisítőbe, újabban fehérjefeldolgozó üzembe kerülnek.